# Placide-Alexandre-Guillaume Poultier
Pour les articles homonymes, voir Poultier.
Placide-Alexandre-Guillaume Poultier, né le 27 mai 1814 à Villequier où il est mort le 20 mai 1887, est un chanteur dramatique français.

## Biographie
Fils d’un marin, qui exerça ensuite la profession de pilote, Poultier avait neuf ans environ lorsqu’il fut envoyé à Rouen, chez son oncle, marchand de cidre en gros. Ce fut dans cette ville qu’il reçut son instruction primaire, et ce fut là également que, séduit par la bonne humeur et les allures laborieuses des ouvriers qu’employait son parent, il finit par prendre à son tour la doloire et le maillet de tonnelier.
Avec l’âge, la voix de Poultier s’était formée, et comme il était doué d’un certain goût musical, il chantait bien souvent en façonnant ses tonneaux ; la réputation du jeune chanteur ne tarda pas à s’étendre. Un sien ami le conduisit chez M. Nicolo, directeur du Théâtre des Arts, qui l’admit parmi ses choristes ; enfin, un soir, Poultier osa se produire, au Théâtre-Français, devant le public ; il chanta la romance de Guido et Ginevra, et les Rouennais l’applaudirent à outrance.
Chacun montra au jeune homme le chemin de Paris comme étant pour lui la route de la fortune. En attendant, son éducation musicale étant des plus restreintes, il se confia au professeur Malliot, qui n’épargna ni soins ni conseils pour le mettre en état de faire valoir ses dons naturels. En mai 1840, Poultier partit pour Paris où il se fit entendre chez Mme Boieldieu, en présence de Cherubini et de quelques autres artistes, lesquels conçurent de sa voix une opinion avantageuse, ce qui n’empêcha pas Cherubini de prononcer sur lui ce verdict rigide : « Il est trop âgé et n’est pas musicien. »
Heureusement pour Poultier, qui voyait se fermer les portes du Conservatoire devant lui, il obtint de Duponchel et Monnaie, directeurs de l’Opéra, une audition qui lui procura, pour ainsi dire séance tenante, un engagement pour cinq ans. On lui donna comme professeurs Ponchard pour le chant, Michelot pour la déclamation, Fournier pour le solfège, sans parler des leçons de langue française, de danse et d’escrime.
La direction de l’Opéra étant venue à passer entre les mains de Léon Pillet, Poultier se vit enlever la plupart de ses professeurs ; on lui avait même supprimé les leçons de déclamation ; mais, plus confiant que Pillet en l’avenir de son élève, Michelot lui continua gratuitement ces leçons jusqu’à l’époque de ses débuts. Malgré le mauvais vouloir de son directeur, vis-à-vis duquel il dut même employer les moyens légaux, Poultier débuta le 4 octobre dans Guillaume Tell, et fut rappelé après le troisième acte ; il continua ses débuts dans la Juive et la Muette de Portici, où l’air du Sommeil, chanté par lui avec art un, lui valut un succès qui s’est souvent renouvelé, ce morceau étant un de ceux où s’affirmaient le plus complètement ses qualités vocales.
À l’expiration de son engagement, Poultier fit une tournée en province; puis, désireux d’apprendre le répertoire italien, il se rendit dans ce pays ; mais bientôt après, rappelé par Duponchel et Roqueplan, il rentra à l’Opéra en 1847, où il resta jusqu’en 1851. À cette époque, il alla faire la saison de Londres, au théâtre de la Reine, et recommença ensuite ses tournées en province. En 1853, il étudia avec Maillot le répertoire de l’Opéra-Comique, ce qui lui permit d’ajouter de nouveaux rôles à ceux qu’il possédait déjà. Le rôle de Georges Brown, de la Dame blanche, lui fut particulièrement favorable, et suivant ses propres expressions, « c’était pour lui plaisir et bonheur de se faire entendre dans cet ouvrage. »
Rentré à l’Opéra en 1855, il n’y resta qu’un an, et refusa de signer un nouvel engagement que lui proposait Crosnier, successeur de Nestor Roqueplan. Poultier conserva ensuite ce temps son entière liberté, et se borna à se faire entendre dans les concerts, ou bien à parcourir, pendant l’hiver, les principaux théâtres de province, pour y donner des représentations.
Dans le cours de ses divers engagements à l’Opéra, Poultier a créé plusieurs rôles : celui de Gontran, dans Charles VI, le rôle du premier ténor dans l’Apparition de Benoist, dans l’Éden de Félicien David, et dans le Fanal d’Adolphe Adam. À sa retraite, Poultier se retira dans sa bourgade natale de Villequier.

« Poultier, bien que sa voix ne manquât ni de volume, ni d’étendue, n’était pas, à proprement dire, un ténor de force ; sa voix se prêtait davantage au chant expressif et soutenu ; l’étoffe en était moelleuse, le timbre suave, malgré quelques sonorités nasales ; elle a longtemps conservé son charme et sa fraîcheur. »

## Source
- François-Joseph Fétis, Arthur Pougin, Biographie universelle des musiciens et bibliographie générale de la musique, Paris, Firmin-Didot, 1881, p. 367-8.